# Neuhaus (Bischofsgrün)
Neuhaus ist ein Gemeindeteil der Gemeinde Bischofsgrün im Landkreis Bayreuth (Oberfranken, Bayern). Neuhaus liegt in der Gemarkung Wülfersreuth.

## Geografie
Die Einöde liegt in einer Rodungsinsel des Bischofsgrüner Forstes. Eine Gemeindeverbindungsstraße führt nach Wülfersreuth (0,6 km westlich) bzw. zur Staatsstraße 2464 (0,9 km östlich).

## Geschichte
Der Ort wurde auf dem Gemeindegebiet von Wülfersreuth gegründet. In der Bayerischen Uraufnahme war es noch ohne Namen als Haus Nr. 25 von Wülfersreuth verzeichnet. Am 1. Januar 1976 wurde Neuhaus im Zuge der Gebietsreform in Bayern nach Bischofsgrün eingemeindet.

### Einwohnerentwicklung
| Jahr      | 001861 | 001871 | 001885 | 001900 | 001925 | 001950 | 001961 | 001970 | 001987 |
| Einwohner | 8      | 9      | 7      | 6      | 4      | 2      | 4      | 11     | *      |
| Häuser    |        |        | 1      | 1      | 1      | 1      | 1      |        | *      |
| Quelle    | [ 8 ]  | [ 9 ]  | [ 10 ] | [ 11 ] | [ 12 ] | [ 13 ] | [ 14 ] | [ 15 ] | [ 16 ] |

## Religion
Neuhaus ist nach St. Matthäus (Bischofsgrün) gepfarrt und evangelisch-lutherisch geprägt.